# Aplidium solidum
Aplidium solidum is een zakpijpensoort uit de familie van de Polyclinidae. De wetenschappelijke naam van de soort werd in 1917 voor het eerst geldig gepubliceerd door Ritter & Forsyth als Amaroucium solidum.

## Beschrijving
Aplidium solidum is een koloniale manteldier dat plakken tot 20 cm doorsnede vormt op rotsen en andere harde ondergronden. De mantel is gelatineachtig maar stevig van consistentie, 2 tot 3 cm dik en rood of roze van kleur. De afzonderlijke zoïden zijn felrood, 12 mm lang en gerangschikt in kleine groepjes. Er zijn gewoonlijk 13 tot 15 rijen kieuwachtige perforaties in de keelholte van elke zoïde. Deze zakpijp wordt gegeten door de zeenaaktslak Hermissenda crassicornis.

## Verspreidingsgebied
De typelocatie van Aplidium solidum is Pemba, een eiland ten oosten van Tanzania, maar de soort wordt ook gevonden in Australische wateren. Het komt aan de westkust van Noord-Amerika van Brits-Columbia tot Californië in het zuiden, waar het gebruikelijk is op de rotsen, vooral onder de holdfasts van kelpbossen en palen. Het komt voor in het intergetijdengebied en tot een diepte van 40 meter.

## Biologie
Net als alle zakpijpen is Aplidium solidum een filtervoeder. Water wordt door een orale sifon naar het binnenste van het organisme gezogen en vervolgens uitgestoten door een grotere, die alle zoïden in de kolonie gemeen hebben. Fytoplankton en andere kleine organismen vast komen te zitten in het slijm, uitgescheiden door de endostyle. Deze manteldier plant zicht voort in de lente en zomer en broedt zijn larven uit in zijn atriale holte.